# Hyrtanella christineae
Hyrtanella christineae is een haft uit de familie Ephemerellidae. De wetenschappelijke naam van de soort is voor het eerst geldig gepubliceerd in 1976 door Allen & Edmunds.
De soort komt voor in het Oriëntaals gebied.